# Oka (Quebec)
Oka, antiguamente L'Annonciation-Partie-Nord y Oka-sur-le-Lac, es un municipio perteneciente a la provincia de Quebec en Canadá. Es ubicado en el municipio regional de condado de Deux-Montagnes en la región administrativa de Laurentides.

## Geografía

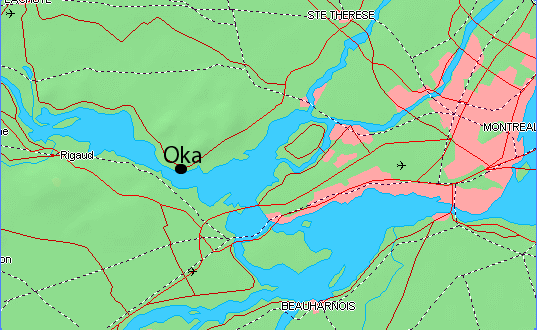
Ubicación de Oka al oeste del Gran Montreal

Oka se encuentra en la ribera norte del lago de las Dos Montañas, al oeste del archipiélago de Hochelaga, Su territorio rodea el de la comunidad mohawk de Kanesatake. Limita al oeste con Saint-Placide, al norte con Mirabel, al noreste con Saint-Joseph-du-Lac y Pointe-Calumet, y al sur con el lago de las Dos Montañas. En ribera opuesta del lago están situados Hudson, Vaudreuil-Dorion, L'Île-Cadieux y Senneville. Su superficie total es de 96,58 km², de los cuales 69,07 km² son tierra firme. La mayor parte de la superficie en agua corresponde al lago de las Dos Montañas.

## Urbanismo

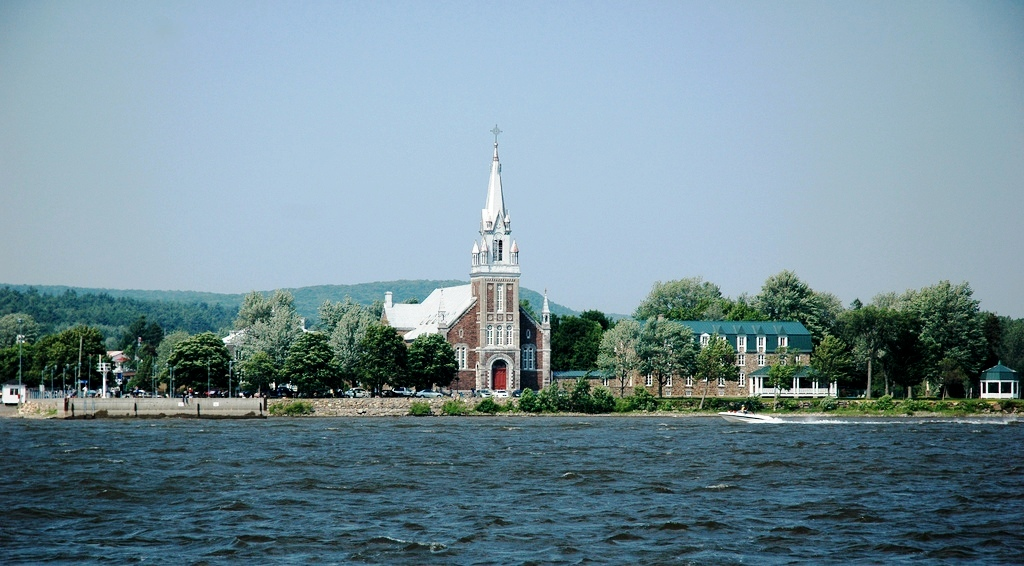
Iglesia de L'Annonciation d'Oka

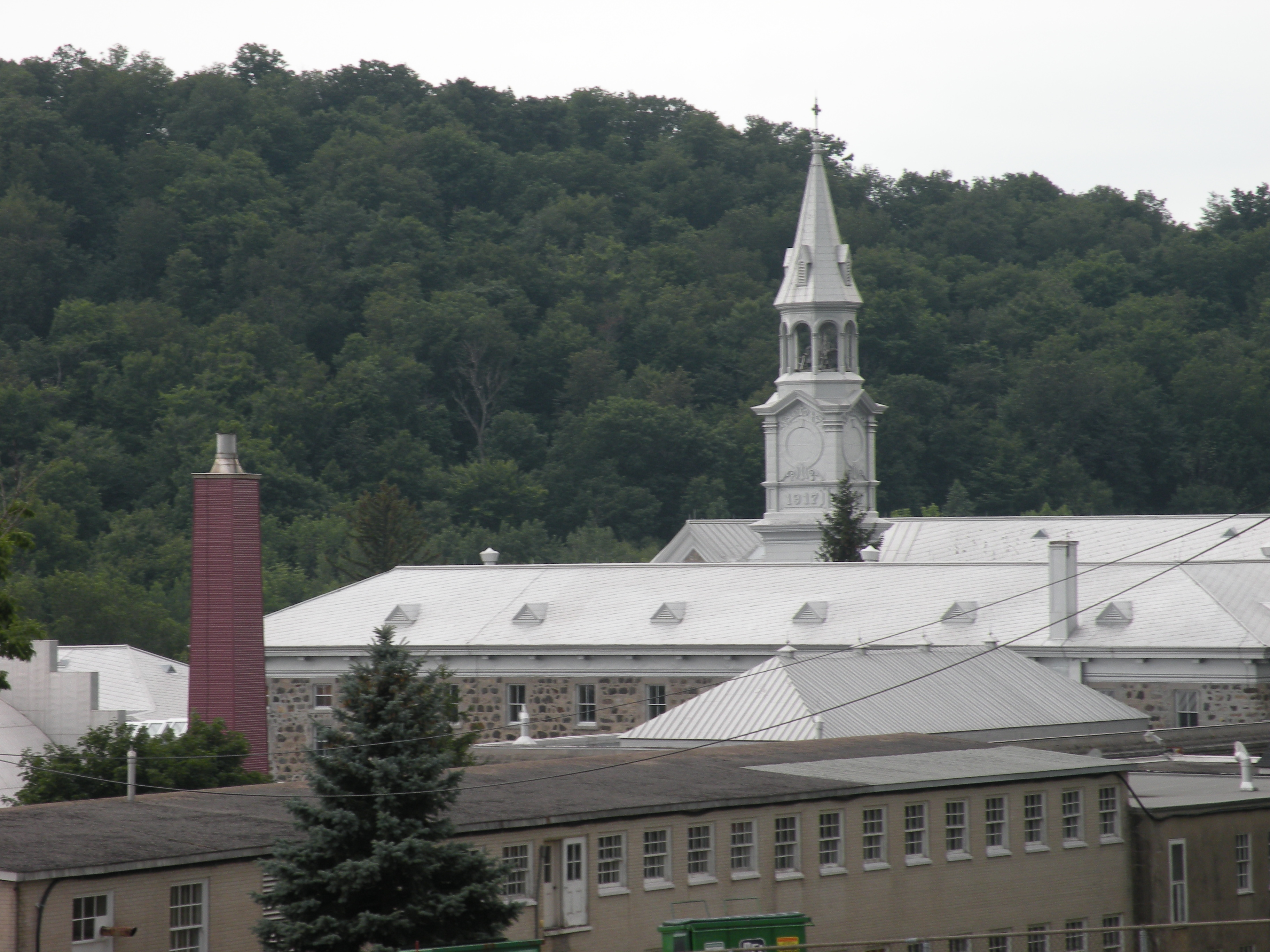
Abadía de Nuestra Señora del Lago

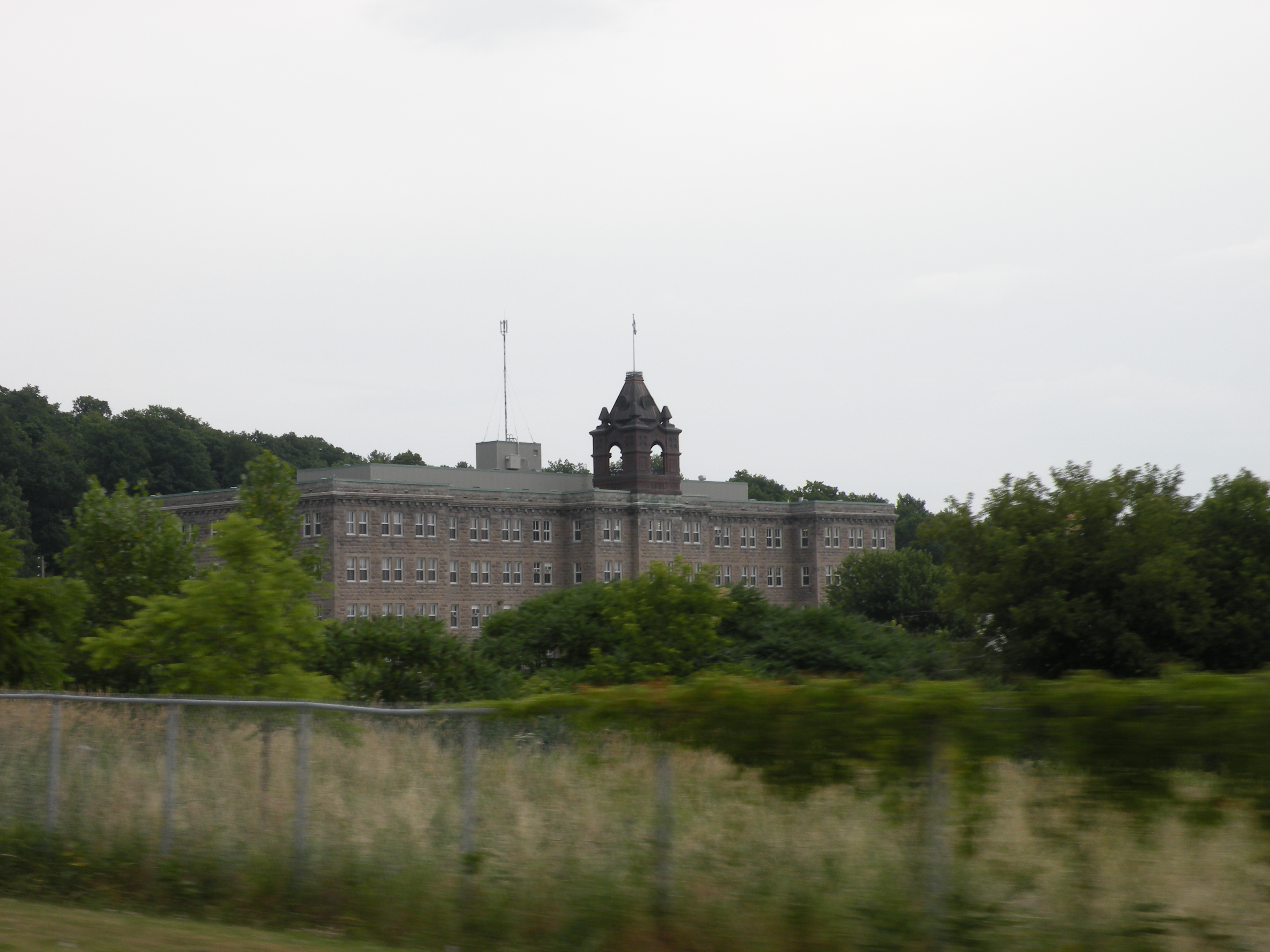
Escuela secundaria de Oka

Hay dos concentraciones de población en Oka: Oka-sur-le-Lac y Oka-sur-la-Montagne. El parque nacional de Oka, con la playa de Oka, cubre una superficie de 24 km².

## Historia

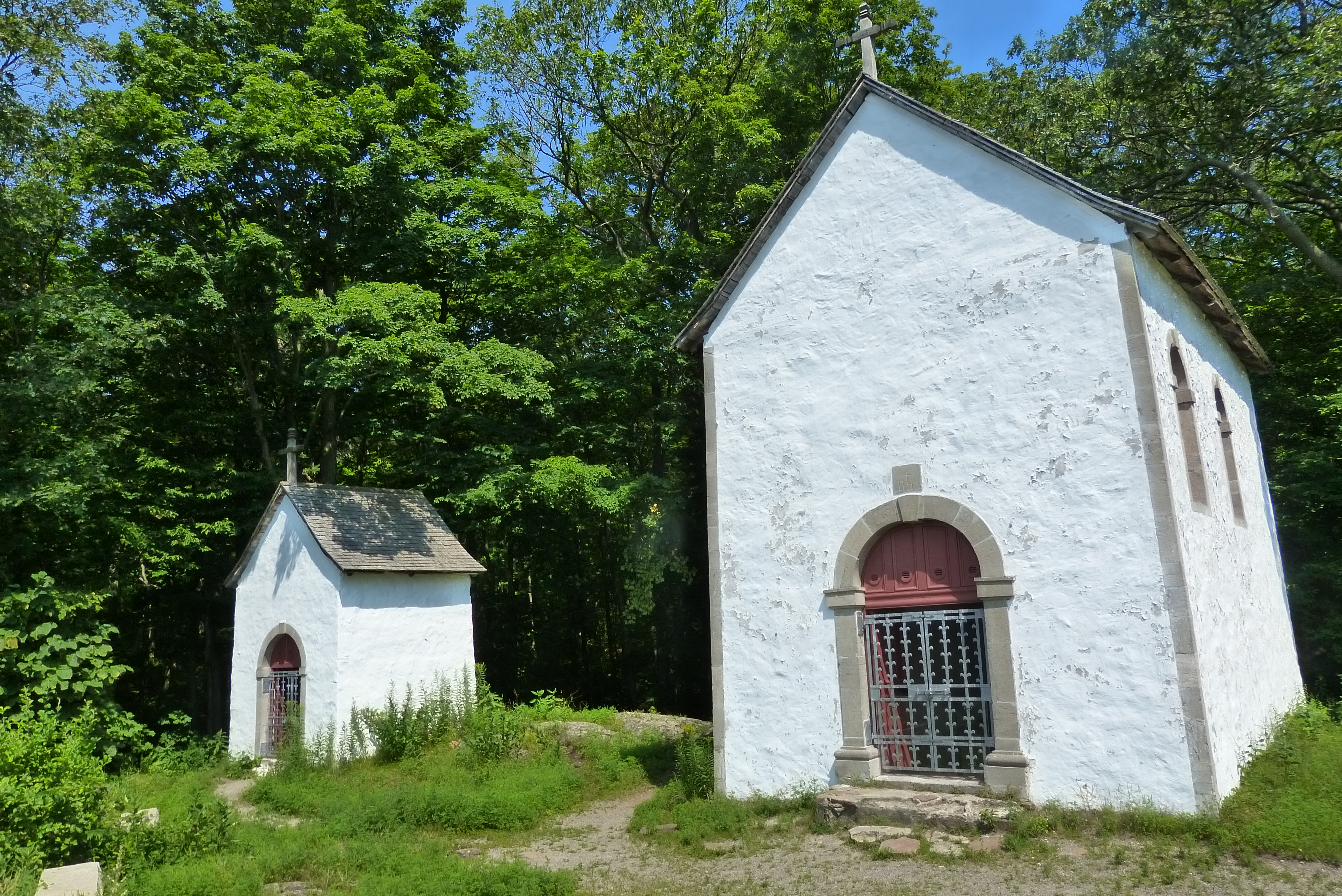
Calvario de Oka

En Nueva Francia, el señorío de Lac-des-Deux-Montagnes fue concedido a los Sulpicianos en 1717 y los primeros habitantes europeos se establecieron mismo año. La misión católica du Lac-des-Deux-Montagnes (nombre refiriendo a las colinas de Oka) fue fundada en 1721. En 1740, el sulpiciano Hamon Guen construyó un calvario en una colina de Oka. El desarrollo se intensificó en 1780. La escuela de agricultura abrió en 1893-hasta 1964. La localidad fue mucho tiempo completamente en el dominio de la comunidad religiosa. El primero municipio fue instituido en 1918 fue el municipio de parroquia de L’Annonciation-Partie-Nord. El municipio de Oka-sur-le-Lac fue creado en 1942. El nombre Oka viene de la palabra algonquino okow significando pescado dorado. En 1953, el municipio de Oka fue creado por separación del municipio de parroquia. L’Annonciation-Partie-Nord se vuelvó el municipio de parroquia de Oka en 1977. En 1982, el municipio de Oka y el de Oka-sur-le-Lac se fusionaron y este municipio fue llamado Oka. El municipio actual de Oka fue instituido en 1999 con la fusión del municipio de Oka y del municipio de parroquia de Oka.

## Política
El consejo municipal se compone del alcalde y de seis consejeros representando distritos territoriales. El alcalde actual (2015) es Pascal Quevillon, que sucedió a Richard Lalonde en 2014.
|                        | 2005-2009           | 2009-2013           | 2013-2017                           |
| Alcalde                | Yvan Patry          | Richard Lalonde     | Richard Lalonde* Pascal Quevillon** |
| 1 – Récoltes           | Luc Lemire          | Luc Lemire          | Luc Lemire                          |
| 2 - Abbaye             | Gaétan Haché        | Gaétan Haché        | Gaétan Haché                        |
| 3 - Rive               | Jean-Claude Guindon | Jean-Claude Guindon | Jean-Claude Guindon                 |
| 4 - Chapelles          | Rochard Lalonde     | Lucie Pominville    | Jean-François Girard                |
| 5 - Pinède             | Laurel Malboeuf     | Laurel Malboeuf     | Pascal Quevillon* Yannick Proulx**  |
| 6 - Pointe-aux-Anglais | Yves Lavoie         | Marc Guy Tremblay   | Yves Lavoie                         |

* Al inicio del termo pero no al fin.  ** Actual o al fin del termo pero no al inicio.
A nivel supralocal, Oka forma parte del MRC de Deux-Montagnes. El territorio del municipio está ubicado en la circunscripción electoral de Mirabel a nivel provincial y de Mirabel también a nivel federal.

## Demografía
Según el censo de Canadá de 2011, Oka contaba con 3969 habitantes. La densidad de población estaba de 69,3 hab./km². Entre 2006 y 2011 hubo un aumento de 669 habitantes (20,3 %). En 2011, el número total de inmuebles particulares era de 1633, de los cuales 1546 estaban ocupados por residentes habituales, otros siendo en mayor parte residencias secundarias. En 2011, el pueblo de Saint-Henri contaba con 1208 habitantes, o 30,4 % de la población del municipio.
Evolución de la población total, 1991-2015

## Cultura

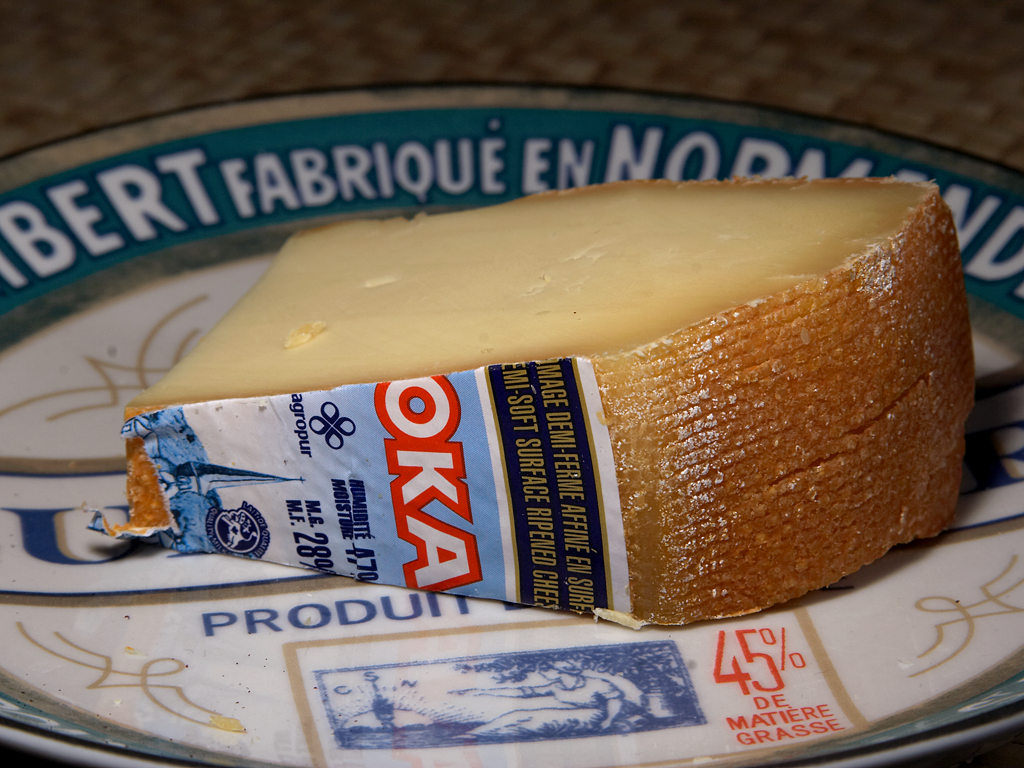
Queso Oka

El queso Oka era producto en la Abadía de Nuestra Señora del Lago, también llamada la Trappe d’Oka, desde 1893, deriva del Port-Salut.

## Sociedad

### Personalidades
- Patrice Lacombe (1807-1863), escritor

Playa del Parque nacional de Oka

- Robert Lalonde (1947-), escritor